# Leipziger Gemetzel

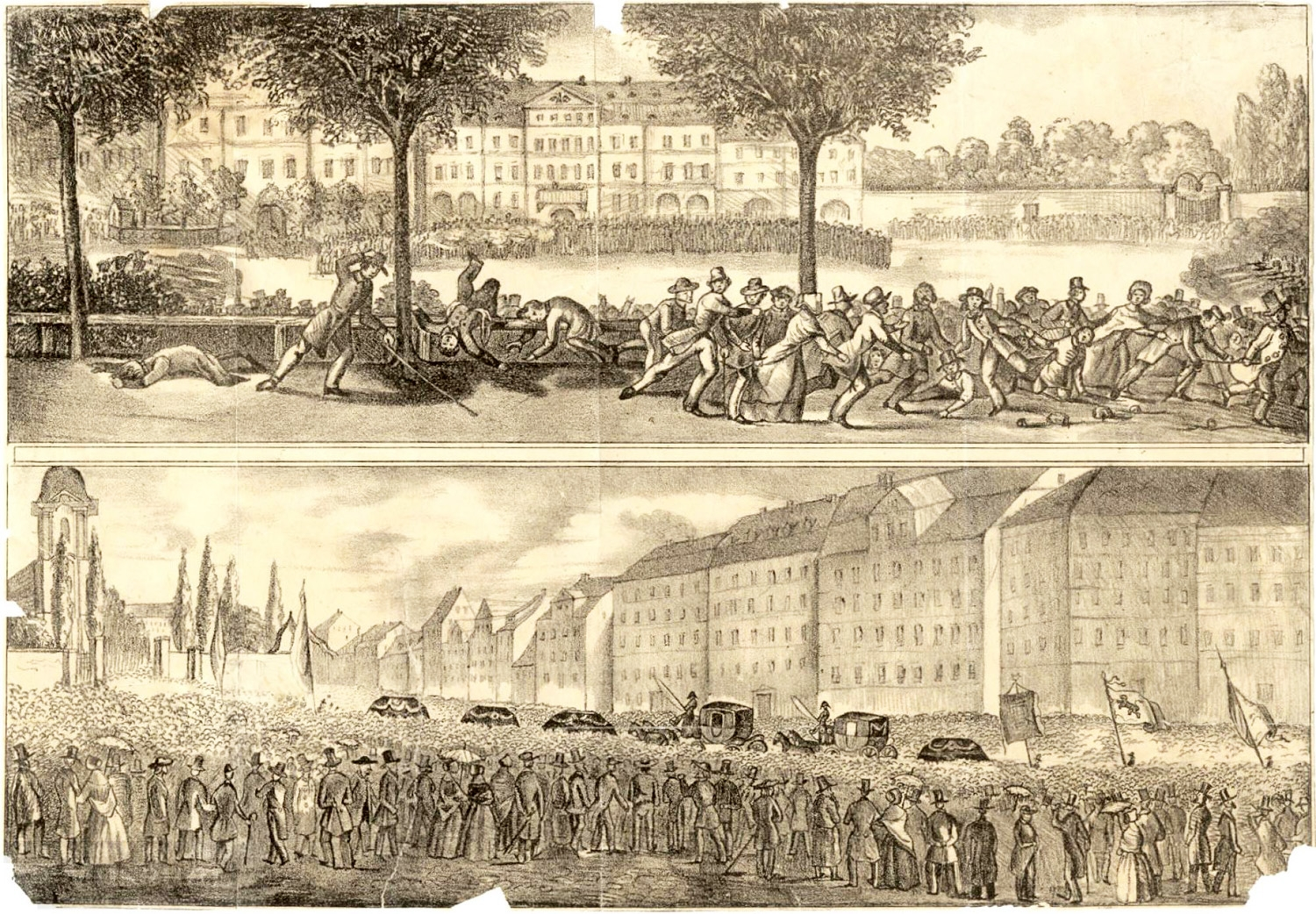
Leipziger Gemetzel – Die Szenerie auf dem Roßplatz (oben) und der Trauerzug zur Johanniskirche auf einer zeitgenössischen Lithografie

Als Leipziger Gemetzel werden die Vorkommnisse während des Besuchs des sächsischen Prinzen Johann, Bruder des sächsischen Königs, in Leipzig am 12. und 13. August 1845 bezeichnet. Während dieses Besuchs kam es zu Protesten gegen Johann. Nachdem königliches Militär auf die Demonstranten geschossen hatte, setzte sich der demokratische Politiker Robert Blum am Folgetag an die Spitze einer Protestkundgebung und trat für eine ehrenvolle Beerdigung der Toten ein. Die Vorgänge im August 1845 riefen in ganz Deutschland Empörung hervor und legten den Grundstein für Blums landesweite Bekanntheit.

## Vorgeschichte
Im Königreich Sachsen hatte es während der dreißiger Jahre eine reformorientierte Politik unter dem Leitenden Minister Bernhard August von Lindenau gegeben. Dieser stieß jedoch auf immer mehr Widerstand seitens der Konservativen und wurde 1843 endgültig durch Julius Traugott von Könneritz abgelöst, der eine reaktionäre Linie vertrat. Zu dieser Zeit war ebenfalls die einige Jahre zuvor entstandene Bewegung der Deutsch-Katholiken auf einem Höhepunkt. Diese hatte insbesondere in Schlesien und auch in Sachsen fußgefasst. Prominente Vertreter waren Johannes Ronge und der demokratische Politiker Robert Blum. Da die Bewegung den päpstlichen Primat und andere katholische Gebote ablehnte, war sie in Sachsen wiederholt Verfolgungen ausgesetzt gewesen. So galt auch Prinz Johann, der Bruder des Königs Friedrich August II., als fanatischer Katholik (das Königshaus der Sachsen war anders als die Mehrheit der sächsischen Bevölkerung katholisch) und Verfolger von Abweichlern. Prinz Johann war außerdem Generalkommandant der sächsischen Kommunalgarden und aufgrund der Kinderlosigkeit seines Bruders sächsischer Thronfolger.

## 12. August

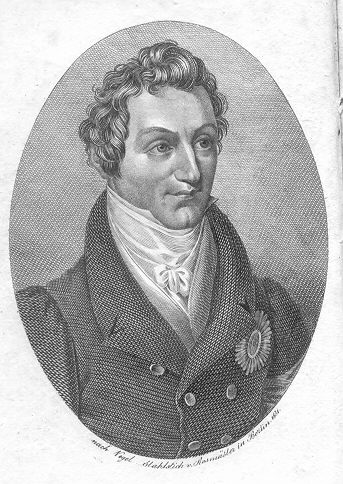
Prinz Johann von Sachsen, Bildnis von 1831

Am 12. August 1845 traf Prinz Johann mit der Eisenbahn aus Dresden in Leipzig ein. Am Nachmittag nahm er an den Übungen der Leipziger Kommunalgarde teil, was eine Zuschauermenge mit Pfiffen kommentierte. Am Abend speiste Johann im Hotel de Prusse am Roßplatz mit vornehmen Bürgern der Stadt, während draußen vor dem Gebäude erneut gelärmt wurde. Es wurden Schmährufe gegen die Jesuiten ausgestoßen, unter anderem das Lutherlied Eine feste Burg ist unser Gott gesungen und Steine gegen die Fenster des Hotels geworfen, woraufhin der Kommandant der Kommunalgarde nach der Hauptwache der Kommunalgarde schickte, damit diese einschreite. Ein Vertreter der Kreisdirektion verlangte jedoch nach königlichem Militär, welches für einen solchen Fall, im Gegensatz zur Kommunalgarde, nicht zuständig war.
Mit geringem zeitlichem Unterschied gelangten die beiden Truppenteile zum Ort des Geschehens, doch wurde die Kommunalgarde von der königlichen Armee weggeschickt. Der Oberstleutnant des sächsisch-königlichen Militärs soll die Bürgerwehr mit dem Ruf: „Sie sind nicht mehr nötig, gehen Sie zurück.“ zurechtgewiesen haben. Prinz Johann verließ zu diesem Zeitpunkt das Hotel und ordnete die Räumung des Platzes an.
Das königliche Militär bewirkte nun den Rückzug der Protestierenden in die Lerchenallee (Parkweg auf der Nordseite des Roßplatzes) und errichtete zwischen sich und ihnen eine Barriere, die jedoch von Jugendlichen überquert wurde. Daraufhin wendete sich das Militär wieder der Lerchenallee zu, ließ mehrere Töne aus Jagdhörnern erklingen und auf die zurückweichenden Versammelten schießen, wobei wohl die Angst einiger Offiziere, die das gesamte Geschehen nicht überblicken konnten, ausschlaggebend war. Die Menge war nämlich zu weit entfernt vom Hotel de Prusse, um die in diesem sich befindenden Personen zu gefährden.
Die Schüsse töteten acht Personen und verletzten vier. Hierdurch wurde die Menschenmasse erregt und bis in die ersten Stunden des 13. August tobte sie in den Straßen. Einige Studenten wollten sogar die Kaserne des königlichen Militärs stürmen. Schließlich übernahm die Kommunalgarde die Gewalt über die Stadt und beruhigte die Situation.

## Reaktionen in Sachsen

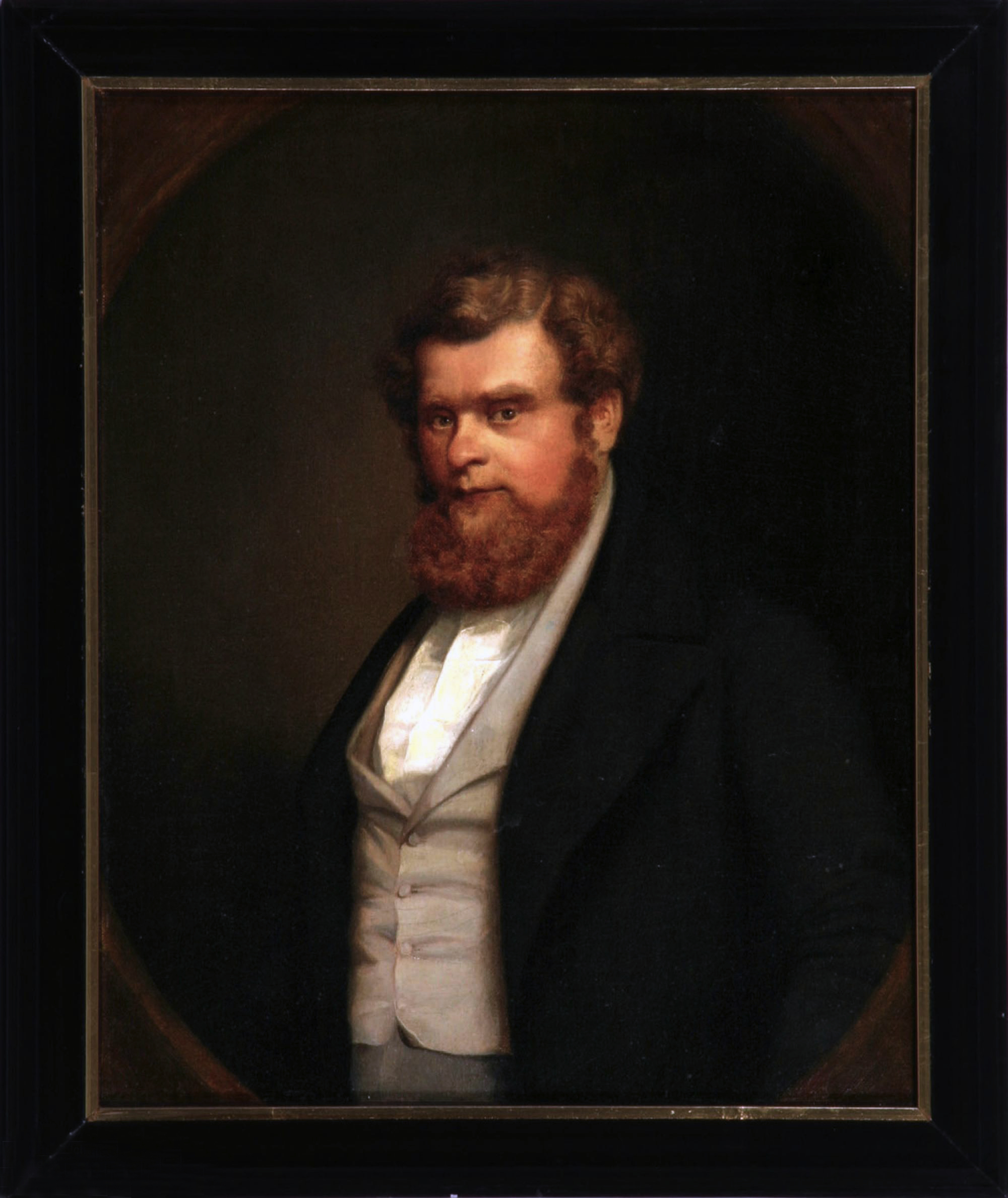
Robert Blum, Gemälde von August Hunger, zwischen 1845 und 1848

Am 13. August verließ Prinz Johann die Stadt. Da die Bevölkerung in ihm den Schuldigen für die Ereignisse sah, wurde er von einem Mob verfolgt, der beinahe seine Kutsche umwarf. Studenten versammelten am selben Tag eine Volksmenge von zwei- bis viertausend Personen am Schützenhaus und forderten Vergeltung. Einige Zeit nach Beginn der Versammlung fand sich auch Robert Blum ein, der am Vortag in Dresden geweilt hatte und erst kurz zuvor vom Geschehen Kenntnis erlangt hatte. Er trat vor die Menge, beruhigte sie und bewog sie dazu, zum Rathaus auf den Marktplatz zu ziehen. Dort forderte er als Teil einer Delegation im Rathaus die ehrenvolle Bestattung der Toten, die Auswechslung des am Ort stationierten königlichen Militärs und die Aufrechterhaltung der Ordnung der Stadt einzig durch die Kommunalgarde. Außerdem verlangte er eine Untersuchung des am Vortag Vorgefallenen.
Am selben Tag sandte der Stadtrat eine Nachricht an den König, in der er die Meinung vertrat, man hätte der Bürgerwehr das Kommando überlassen sollen, und am 14. August begab sich eine Abordnung derselben nach Dresden, wo der König seine Trauer über die Geschehnisse zum Ausdruck brachte, aber auch das Misstrauen seiner Untertanen skeptisch beurteilte.
In den auf den 13. August folgenden Tagen hielt Blum weitere Reden im Schützenhaus und auf der Trauerfeier für die Verstorbenen, unter denen sich auch der Korrektor Gotthelf Heinrich Nordmann des Verlegers Heinrich Brockhaus befand, die alle recht maßvoll gehalten waren und direkte Kritik an der Monarchie möglichst vermieden. Es gab auch zahlreiche Beschwerdepetitionen, so eine 1800 Unterschriften tragende des Politikers Karl Biedermann.
Nach der Trauerfeier, auf der sich mehr als eintausend Zuhörer einfanden, flaute die Entrüstung ab und am 16. August wurden weitere Versammlungen im Schützenhaus durch den Bürgermeister verboten. Ebenso wurden in ganz Sachsen Bürger- und Gesangsvereine verboten, gedeckt durch einen Beschluss des Bundestages von 1832. Außerdem fand sich der Außerordentliche Kommissar von Langenn ein und bezeichnete das Vorgehen der königlichen Truppen, noch vor dem Vernehmen erster Zeugen, als rechtmäßig. Als Ergebnis der vom König als Antwort auf das Begehren des Stadtrats angeordneten Untersuchung wurde den städtischen Zivilbehörden wegen zu langsamen Vorgehens eine Teilschuld zugewiesen. Die Schriftsteller Wilhelm Jordan und Albert Dulk wurden wegen ihrer Reden auf der Trauerfeier und insbesondere nach der Versammlung im Schützenhaus ausgewiesen. Blum, der sich in dieser Versammlung mäßigend äußerte, ließ man unbehelligt. Die Stadtverordneten baten den König und Prinz Johann in Briefen um Gnade.
Langfristig bewirkten die Leipziger Augustereignisse die Entbindung Prinz Johanns vom Kommando der Kommunalgarden im Juli 1846. Der für das Präsidium der zweiten Kammer vorgeschlagene Leipziger Appellationsrat Karl Heinrich Haase wurde vom König nicht mit diesem Posten betraut, vermutlich, da er sich für das Herbeirufen des königlichen Militärs ausgesprochen hatte.

## Reaktionen in Deutschland
Die Vorgänge des 12. August wurden schnell in ganz Deutschland bekannt. Ferdinand Freiligrath widmete dem Geschehen das Gedicht Leipzigs Toten! Blum wurde durch diese Vorgänge in allen deutschen Staaten populär, wurde aber auch von extremen Linken kritisiert, da er die Situation nicht für Weitergehendes genutzt habe.